# Armenia (kommun i Colombia, Antioquia, lat 6,17, long -75,83)
Armenia är en kommun i Colombia.   Den ligger i departementet Antioquía, i den nordvästra delen av landet, 260 km nordväst om huvudstaden Bogotá. Antalet invånare är 5 196.